# Challenge européen 2011-2012
Navigation
Challenge européen 2010-2011 Challenge européen 2012-2013
Le Challenge européen 2011-2012 oppose pour la saison 2011-2012 vingt équipes européennes de rugby à XV : huit françaises, cinq anglaises, quatre italiennes, une espagnole, une galloise et une roumaine. La compétition se déroule du 10 novembre 2011 au 18 mai 2012 date de la finale. La compétition est organisée en deux phases. Une première phase de poules se déroule en matchs aller-retour à la fin de laquelle sont qualifiées les cinq équipes ayant terminé en tête de leur groupe. La compétition se poursuit par une phase à élimination directe à partir des quarts de finale.
Le Biarritz olympique bat le RC Toulon en finale sur le score de 21 à 18 et remporte ainsi son premier titre sur la scène européenne. Aucun essai n'est marqué lors de la rencontre qui se résume à duel de buteurs : Dimitri Yachvili passe sept pénalités contre cinq et un drop pour Jonny Wilkinson.

## Présentation

### Équipes en compétition
| - SU Agen - Aviron bayonnais - Union Bordeaux Bègles - CA Brive - Bucureşti Oaks - Cavalieri Prato - Crociati RFC - Exeter Chiefs - CR La Vila - London Wasps | - Lyon OU - Newcastle Falcons - Newport Gwent Dragons - USA Perpignan - Petrarca Padoue - Rugby Rovigo - Sale Sharks - RC Toulon - Stade français - Worcester Warriors |

### Tirage au sort
Les 20 équipes sont classées en fonction de leurs résultats lors des précédentes éditions des Coupes européennes (Heineken Cup et Challenge européen). Les cinq équipes les mieux classées sont tête de série. Par ailleurs, chaque pays ne peut avoir qu'une seule équipe par poule, à l'exception de la France qui comptent  huit clubs. Le tableau suivant présente la répartition des équipes selon les « niveaux » avant le tirage au sort. Leur rang au classement européen est indiqué entre parenthèses.
| Niveau 1           | Niveau 2                   | Niveau 3             | Niveau 4                   |
| ------------------ | -------------------------- | -------------------- | -------------------------- |
| Stade français (8) | Newport Gwent Dragons (25) | SU Agen (41)         | Lyon OU (41)               |
| USA Perpignan (9)  | CA Brive (26)              | Crociati Rugby (41)  | Union Bordeaux Bègles (41) |
| London Wasps (14)  | Newcastle Falcons (28)     | Petrarca Padoue (41) | Cavalieri Prato (41)       |
| RC Toulon (18)     | Worcester Warriors (29)    | Exeter Chiefs (41)   | Bucureşti Wolves (41)      |
| Sale Sharks (22)   | Aviron bayonnais (41)      | Rugby Rovigo (41)    | CR La Vila (41)            |

Le tirage au sort s'est déroulé le 15 juin 2011 à Dublin.

### Format
Les formations s'affrontent dans une première phase de groupes en matchs « aller/retour » (six matchs pour chacune des équipes soit douze rencontres par groupe). Quatre points sont accordés pour une victoire et deux pour un nul. De plus, un point de bonus est accordé par match aux équipes qui inscrivent au moins quatre essais et un point de bonus est octroyé au club perdant un match par sept points d'écart ou moins.
Les vainqueurs de chaque poule ainsi que les équipes issues de la Coupe d'Europe de rugby à XV 2011-2012 qui sont troisième, quatrième et cinquième meilleurs deuxièmes participent aux quarts de finale. Les 4 meilleurs premiers du challenge européen sont classés de 1 à 4 et reçoivent en quart de finale. Les équipes issues de la H Cup sont elles classées de 5 à 7, tandis que le plus mauvais premier du challenge européen est classé numéro 8. Les oppositions en quarts de finale sont définies de la manière suivante : équipe 1 - équipe 8, équipe 2 - équipe 7, équipe 3 - équipe 6 et équipe 4 - équipe 5. La suite de la compétition se fait par élimination directe à chaque tour.

## Première phase
Notations et règles de classement
Dans les tableaux de classement suivants, les différentes abréviations et couleurs signifient:
|  | Qualifiés pour les quarts de finale. |

Attribution des points : victoire sur tapis vert : 5, victoire : 4, match nul : 2, défaite : 0, forfait : -2 ; plus les bonus (offensif : au moins 4 essais marqués ; défensif : défaite par 7 points d'écart ou moins).
Règles de classement :
- équipes dans la même poule : 1. points terrain ; 2. points terrain obtenus dans les matchs entre équipes concernées ; 3. nombre d'essais marqués dans les matchs entre équipes concernées ; 4. différence de points dans les matchs entre équipes concernées.
- équipes dans des poules différentes : 1. points terrain ; 2. nombre d'essais marqués ; 3. différence de points ; 5. nombre de joueurs obtenus un carton jaune et/ou suspendus ; 6. tirage à pile ou face.

### Poule 1
| \| Rang \| Équipe \| J \| V \| N \| D \| Em \| Ee \| Bo \| Bd \| Pm \| Pe \| Diff \| Pts \| \| ---- \| -------------------- \| - \| - \| - \| - \| -- \| -- \| -- \| -- \| --- \| --- \| ---- \| --- \| \| 1 \| Stade français Paris \| 6 \| 6 \| 0 \| 0 \| 33 \| 5 \| 5 \| 0 \| 241 \| 43 \| +198 \| 29 \| \| 2 \| Worcester Warriors \| 6 \| 4 \| 0 \| 2 \| 30 \| 9 \| 4 \| 0 \| 194 \| 95 \| +99 \| 20 \| \| 3 \| Bucureşti Wolves \| 6 \| 2 \| 0 \| 4 \| 12 \| 27 \| 2 \| 0 \| 102 \| 184 \| -82 \| 10 \| \| 4 \| Crociati RFC \| 6 \| 0 \| 0 \| 6 \| 4 \| 38 \| 0 \| 0 \| 36 \| 251 \| -215 \| 0 \| |                      |   |   |   |   |    |    |    |    |     |     |      |     |
| Rang | Équipe               | J | V | N | D | Em | Ee | Bo | Bd | Pm  | Pe  | Diff | Pts |
| 1 | Stade français Paris | 6 | 6 | 0 | 0 | 33 | 5  | 5  | 0  | 241 | 43  | +198 | 29  |
| 2 | Worcester Warriors   | 6 | 4 | 0 | 2 | 30 | 9  | 4  | 0  | 194 | 95  | +99  | 20  |
| 3 | Bucureşti Wolves     | 6 | 2 | 0 | 4 | 12 | 27 | 2  | 0  | 102 | 184 | -82  | 10  |
| 4 | Crociati RFC         | 6 | 0 | 0 | 6 | 4  | 38 | 0  | 0  | 36  | 251 | -215 | 0   |

| 10 novembre | Sixways Stadium | Worcester Warriors | 14 – 23 | Stade français |
| 13 novembre | Arcul de Triumf | Bucureşti Wolves   | 34 – 7  | Crociati RFC   |

| 18 novembre | Stade Charléty    | Stade français | 49 – 3 | Bucureşti Wolves   |
| 19 novembre | Stadio XXV Aprile | Crociati RFC   | 3 – 34 | Worcester Warriors |

| 10 décembre | Stadio XXV Aprile | Crociati RFC     | 0 – 57  | Stade français     |
| 11 décembre | Arcul de Triumf   | Bucureşti Wolves | 13 – 24 | Worcester Warriors |

| 15 décembre | Stade Charléty  | Stade français     | 45 – 3  | Crociati RFC     |
| 17 décembre | Sixways Stadium | Worcester Warriors | 57 – 13 | Bucureşti Wolves |

| 14 janvier | Arcul de Triumf | Bucureşti Wolves   | 13 – 34 | Stade français |
| 14 janvier | Sixways Stadium | Worcester Warriors | 55 – 10 | Crociati RFC   |

| 21 janvier | Stadio XXV Aprile | Crociati RFC   | 13 – 26 | Bucureşti Wolves   |
| 21 janvier | Stade Charléty    | Stade français | 33 – 10 | Worcester Warriors |

### Poule 2
| \| Rang \| Équipe \| J \| V \| N \| D \| Em \| Ee \| Bo \| Bd \| Pm \| Pe \| Diff \| Pts \| \| ---- \| ----------------- \| - \| - \| - \| - \| -- \| -- \| -- \| -- \| --- \| --- \| ---- \| --- \| \| 1 \| RC Toulon \| 6 \| 5 \| 0 \| 1 \| 26 \| 5 \| 4 \| 1 \| 197 \| 73 \| +124 \| 25 \| \| 2 \| Newcastle Falcons \| 6 \| 4 \| 0 \| 2 \| 18 \| 9 \| 2 \| 0 \| 133 \| 82 \| +51 \| 18 \| \| 3 \| Lyon OU \| 6 \| 3 \| 0 \| 3 \| 16 \| 11 \| 1 \| 1 \| 143 \| 114 \| +29 \| 14 \| \| 4 \| Petrarca Padoue \| 6 \| 0 \| 0 \| 6 \| 3 \| 38 \| 0 \| 0 \| 50 \| 254 \| -204 \| 0 \| |                   |   |   |   |   |    |    |    |    |     |     |      |     |
| Rang | Équipe            | J | V | N | D | Em | Ee | Bo | Bd | Pm  | Pe  | Diff | Pts |
| 1 | RC Toulon         | 6 | 5 | 0 | 1 | 26 | 5  | 4  | 1  | 197 | 73  | +124 | 25  |
| 2 | Newcastle Falcons | 6 | 4 | 0 | 2 | 18 | 9  | 2  | 0  | 133 | 82  | +51  | 18  |
| 3 | Lyon OU           | 6 | 3 | 0 | 3 | 16 | 11 | 1  | 1  | 143 | 114 | +29  | 14  |
| 4 | Petrarca Padoue   | 6 | 0 | 0 | 6 | 3  | 38 | 0  | 0  | 50  | 254 | -204 | 0   |

| 10 novembre | Stade Pierre-Rajon | RC Toulon         | 53 – 22 | Petrarca Padoue |
| 12 novembre | Kingston Park      | Newcastle Falcons | 27 – 19 | Lyon OU         |

| 19 novembre | Stadio Plebiscito | Petrarca Padoue | 3 – 34  | Newcastle Falcons |
| 19 novembre | Matmut Stadium    | Lyon OU         | 19 – 26 | RC Toulon         |

| 8 décembre  | Kingston Park  | Newcastle Falcons | 6 – 3   | RC Toulon       |
| 10 décembre | Matmut Stadium | Lyon OU           | 31 – 16 | Petrarca Padoue |

| 17 décembre | Stadio Plebiscito | Petrarca Padoue | 3 – 43  | Lyon OU           |
| 17 décembre | Stade Mayol       | RC Toulon       | 36 – 10 | Newcastle Falcons |

| 15 janvier | Stade Mayol   | RC Toulon         | 29 – 10 | Lyon OU         |
| 15 janvier | Kingston Park | Newcastle Falcons | 43 – 0  | Petrarca Padoue |

| 21 janvier | Matmut Stadium    | Lyon OU         | 21 – 13 | Newcastle Falcons |
| 21 janvier | Stadio Plebiscito | Petrarca Padoue | 6 – 50  | RC Toulon         |

### Poule 3
| \| Rang \| Équipe \| J \| V \| N \| D \| Em \| Ee \| Bo \| Bd \| Pm \| Pe \| Diff \| Pts \| \| ---- \| --------------------- \| - \| - \| - \| - \| -- \| -- \| -- \| -- \| --- \| --- \| ---- \| --- \| \| 1 \| London Wasps \| 6 \| 5 \| 0 \| 1 \| 21 \| 7 \| 3 \| 0 \| 189 \| 75 \| +114 \| 23 \| \| 2 \| Aviron bayonnais \| 6 \| 5 \| 0 \| 1 \| 24 \| 3 \| 2 \| 0 \| 197 \| 61 \| +136 \| 22 \| \| 3 \| Union Bordeaux Bègles \| 6 \| 2 \| 0 \| 4 \| 9 \| 14 \| 1 \| 1 \| 82 \| 132 \| -50 \| 10 \| \| 4 \| Rugby Rovigo \| 6 \| 0 \| 0 \| 6 \| 5 \| 35 \| 0 \| 1 \| 51 \| 251 \| -200 \| 1 \| |                       |   |   |   |   |    |    |    |    |     |     |      |     |
| Rang | Équipe                | J | V | N | D | Em | Ee | Bo | Bd | Pm  | Pe  | Diff | Pts |
| 1 | London Wasps          | 6 | 5 | 0 | 1 | 21 | 7  | 3  | 0  | 189 | 75  | +114 | 23  |
| 2 | Aviron bayonnais      | 6 | 5 | 0 | 1 | 24 | 3  | 2  | 0  | 197 | 61  | +136 | 22  |
| 3 | Union Bordeaux Bègles | 6 | 2 | 0 | 4 | 9  | 14 | 1  | 1  | 82  | 132 | -50  | 10  |
| 4 | Rugby Rovigo          | 6 | 0 | 0 | 6 | 5  | 35 | 0  | 1  | 51  | 251 | -200 | 1   |

| 12 novembre | Stade Mario-Battaglini      | Rugby Rovigo          | 10 – 43 | Aviron bayonnais |
| 12 novembre | Stade Jacques-Chaban-Delmas | Union Bordeaux-Bègles | 14 – 47 | London Wasps     |

| 17 novembre | Stade Jean-Dauger | Aviron bayonnais | 20 – 3 | Union Bordeaux-Bègles |
| 20 novembre | Adams Park        | London Wasps     | 38 – 7 | Rugby Rovigo          |

| 10 décembre | Stade Mario-Battaglini | Rugby Rovigo     | 7 – 31  | Union Bordeaux-Bègles |
| 10 décembre | Stade Jean-Dauger      | Aviron bayonnais | 19 – 11 | London Wasps          |

| 15 décembre | Adams Park                  | London Wasps          | 25 – 11 | Aviron bayonnais |
| 16 décembre | Stade Jacques-Chaban-Delmas | Union Bordeaux-Bègles | 15 – 10 | Rugby Rovigo     |

| 12 janvier | Stade Jacques-Chaban-Delmas | Union Bordeaux-Bègles | 6 – 12  | Aviron bayonnais |
| 14 janvier | Stade Mario-Battaglini      | Rugby Rovigo          | 11 – 32 | London Wasps     |

| 22 janvier | Stade Jean-Dauger | Aviron bayonnais | 92 – 6  | Rugby Rovigo          |
| 22 janvier | Adams Park        | London Wasps     | 36 – 13 | Union Bordeaux-Bègles |

### Poule 4
| \| Rang \| Équipe \| J \| V \| N \| D \| Em \| Ee \| Bo \| Bd \| Pm \| Pe \| Diff \| Pts \| \| ---- \| --------------------- \| - \| - \| - \| - \| -- \| -- \| -- \| -- \| --- \| --- \| ---- \| --- \| \| 1 \| Exeter Chiefs \| 6 \| 5 \| 0 \| 1 \| 22 \| 4 \| 2 \| 1 \| 202 \| 64 \| +138 \| 23 \| \| 2 \| USA Perpignan \| 6 \| 4 \| 0 \| 2 \| 17 \| 9 \| 2 \| 0 \| 153 \| 112 \| +41 \| 18 \| \| 3 \| Newport Gwent Dragons \| 6 \| 3 \| 0 \| 3 \| 16 \| 7 \| 2 \| 1 \| 139 \| 100 \| +39 \| 15 \| \| 4 \| Cavalieri Prato \| 6 \| 0 \| 0 \| 6 \| 6 \| 41 \| 0 \| 0 \| 62 \| 280 \| -218 \| 0 \| |                       |   |   |   |   |    |    |    |    |     |     |      |     |
| Rang | Équipe                | J | V | N | D | Em | Ee | Bo | Bd | Pm  | Pe  | Diff | Pts |
| 1 | Exeter Chiefs         | 6 | 5 | 0 | 1 | 22 | 4  | 2  | 1  | 202 | 64  | +138 | 23  |
| 2 | USA Perpignan         | 6 | 4 | 0 | 2 | 17 | 9  | 2  | 0  | 153 | 112 | +41  | 18  |
| 3 | Newport Gwent Dragons | 6 | 3 | 0 | 3 | 16 | 7  | 2  | 1  | 139 | 100 | +39  | 15  |
| 4 | Cavalieri Prato       | 6 | 0 | 0 | 6 | 6  | 41 | 0  | 0  | 62  | 280 | -218 | 0   |

| 11 novembre | Stade Aimé-Giral     | USA Perpignan   | 15 – 12 | Exeter Chiefs         |
| 12 novembre | Stadio Lungobisenzio | Cavalieri Prato | 3 – 33  | Newport Gwent Dragons |

| 17 novembre | Rodney Parade | Newport Gwent Dragons | 23 – 13 | USA Perpignan   |
| 19 novembre | Sandy Park    | Exeter Chiefs         | 68 – 0  | Cavalieri Prato |

| 9 décembre  | Stade Aimé-Giral | USA Perpignan | 54 – 20 | Cavalieri Prato       |
| 11 décembre | Sandy Park       | Exeter Chiefs | 18 – 6  | Newport Gwent Dragons |

| 17 décembre | Stadio Lungobisenzio | Cavalieri Prato       | 13 – 30 | USA Perpignan |
| 18 décembre | Rodney Parade        | Newport Gwent Dragons | 19 – 23 | Exeter Chiefs |

| 14 janvier | Stadio Lungobisenzio | Cavalieri Prato | 10 – 50 | Exeter Chiefs         |
| 14 janvier | Stade Aimé-Giral     | USA Perpignan   | 27 – 13 | Newport Gwent Dragons |

| 21 janvier | Sandy Park    | Exeter Chiefs         | 31 – 14 | USA Perpignan   |
| 21 janvier | Rodney Parade | Newport Gwent Dragons | 45 – 16 | Cavalieri Prato |

### Poule 5
| \| Rang \| Équipe \| J \| V \| N \| D \| Em \| Ee \| Bo \| Bd \| Pm \| Pe \| Diff \| Pts \| \| ---- \| ----------- \| - \| - \| - \| - \| -- \| -- \| -- \| -- \| --- \| --- \| ---- \| --- \| \| 1 \| CA Brive \| 6 \| 6 \| 0 \| 0 \| 26 \| 7 \| 3 \| 0 \| 209 \| 79 \| +130 \| 27 \| \| 2 \| Sale Sharks \| 6 \| 4 \| 0 \| 2 \| 31 \| 8 \| 4 \| 0 \| 225 \| 96 \| +129 \| 20 \| \| 3 \| SU Agen \| 6 \| 2 \| 0 \| 4 \| 24 \| 21 \| 2 \| 0 \| 168 \| 166 \| +2 \| 10 \| \| 4 \| CR La Vila \| 6 \| 0 \| 0 \| 6 \| 6 \| 51 \| 0 \| 0 \| 64 \| 325 \| -261 \| 0 \| |             |   |   |   |   |    |    |    |    |     |     |      |     |
| Rang | Équipe      | J | V | N | D | Em | Ee | Bo | Bd | Pm  | Pe  | Diff | Pts |
| 1 | CA Brive    | 6 | 6 | 0 | 0 | 26 | 7  | 3  | 0  | 209 | 79  | +130 | 27  |
| 2 | Sale Sharks | 6 | 4 | 0 | 2 | 31 | 8  | 4  | 0  | 225 | 96  | +129 | 20  |
| 3 | SU Agen     | 6 | 2 | 0 | 4 | 24 | 21 | 2  | 0  | 168 | 166 | +2   | 10  |
| 4 | CR La Vila  | 6 | 0 | 0 | 6 | 6  | 51 | 0  | 0  | 64  | 325 | -261 | 0   |

| 12 novembre | Villajoyosa Rugby Stadium | CR La Vila | 10 – 50 | SU Agen     |
| 12 novembre | Stade Amédée-Domenech     | CA Brive   | 26 – 18 | Sale Sharks |

| 18 novembre | Edgeley Park   | Sale Sharks | 59 – 6 | CR La Vila |
| 20 novembre | Stade Armandie | SU Agen     | 8 – 29 | CA Brive   |

| 8 décembre  | Stade Armandie            | SU Agen    | 14 – 29 | Sale Sharks |
| 10 décembre | Villajoyosa Rugby Stadium | CR La Vila | 18 – 47 | CA Brive    |

| 15 décembre | Stade Amédée-Domenech | CA Brive    | 38 – 13 | CR La Vila |
| 18 décembre | Edgeley Park          | Sale Sharks | 41 – 21 | SU Agen    |

| 13 janvier | Stade Amédée-Domenech     | CA Brive   | 50 – 13 | SU Agen     |
| 14 janvier | Villajoyosa Rugby Stadium | CR La Vila | 10 – 69 | Sale Sharks |

| 19 janvier | Stade Armandie | SU Agen     | 62 – 7 | CR La Vila |
| 19 janvier | Edgeley Park   | Sale Sharks | 9 – 19 | CA Brive   |

## Phase finale
Les cinq premiers ainsi que trois équipes issues de la Coupe d'Europe de rugby à XV 2011-2012 sont qualifiés pour les quarts de finale. Les huit équipes sont classées dans l'ordre suivant pour obtenir le tableau des quarts de finale : les quatre meilleurs premiers de poule sont classés de 1 à 4 et reçoivent en quart de finale, les trois équipes reversés de H Cup sont classées de 5 à 7 et le plus mauvais premier du challenge européen est classé huitième. Les quarts étant organisés de la manière suivante : le premier rencontre le huitième, le second le septième, le troisième le sixième et le quatrième le cinquième. Un tirage au sort a lieu pour les demi-finales. La finale a lieu au Stoop à Twickenham le 18 mai 2012.
Les équipes sont départagées selon les critères suivants :
1. Plus grand nombre de points
2. Nombre d'essais marqués
3. Différence de points

| Rang | Clubs              | Points | EM |
| ---- | ------------------ | ------ | -- |
| 1    | Stade français     | 29     | 33 |
| 2    | CA Brive           | 27     | 26 |
| 3    | RC Toulon          | 25     | 26 |
| 4    | London Wasps       | 23     | 20 |
| 5    | Biarritz olympique | 18     | 18 |
| 6    | Harlequins         | 17     | 11 |
| 7    | Scarlets           | 14     | 11 |
| 8    | Exeter Chiefs      | 23     | 22 |

### Tableau
|  | Quarts de finale                                | Quarts de finale                                         |                    |    | Demi-finales                            | Demi-finales                            |  |  | Finale                             | Finale                             |
|  | Quarts de finale                                | Quarts de finale                                         |                    |    | Demi-finales                            | Demi-finales                            |  |  | Finale                             | Finale                             |
|  |                                                 |                                                          |                    |    |                                         |                                         |  |  |                                    |                                    |
|  | le 6 avril 2012 au Stade Mayol, Toulon          | le 6 avril 2012 au Stade Mayol, Toulon                   |                    |    | le 27 avril 2012 au Stade Mayol, Toulon | le 27 avril 2012 au Stade Mayol, Toulon |  |  | 18 mai 2012, The Stoop, Twickenham | 18 mai 2012, The Stoop, Twickenham |
|  | le 6 avril 2012 au Stade Mayol, Toulon          | le 6 avril 2012 au Stade Mayol, Toulon                   |                    |    | le 27 avril 2012 au Stade Mayol, Toulon | le 27 avril 2012 au Stade Mayol, Toulon |  |  | 18 mai 2012, The Stoop, Twickenham | 18 mai 2012, The Stoop, Twickenham |
|  | RC Toulon                                       | 37                                                       |                    |    | le 27 avril 2012 au Stade Mayol, Toulon | le 27 avril 2012 au Stade Mayol, Toulon |  |  | 18 mai 2012, The Stoop, Twickenham | 18 mai 2012, The Stoop, Twickenham |
|  | RC Toulon                                       | 37                                                       |                    |    | le 27 avril 2012 au Stade Mayol, Toulon | le 27 avril 2012 au Stade Mayol, Toulon |  |  | 18 mai 2012, The Stoop, Twickenham | 18 mai 2012, The Stoop, Twickenham |
|  | Harlequins                                      | 8                                                        |                    |    | le 27 avril 2012 au Stade Mayol, Toulon | le 27 avril 2012 au Stade Mayol, Toulon |  |  | 18 mai 2012, The Stoop, Twickenham | 18 mai 2012, The Stoop, Twickenham |
|  | Harlequins                                      | 8                                                        | RC Toulon          | 32 |                                         |                                         |  |  | 18 mai 2012, The Stoop, Twickenham | 18 mai 2012, The Stoop, Twickenham |
|  | le 5 avril 2012 au Stade Charléty, Paris        |                                                          | RC Toulon          | 32 |                                         |                                         |  |  | 18 mai 2012, The Stoop, Twickenham | 18 mai 2012, The Stoop, Twickenham |
|  |                                                 | Stade français                                           | 29                 |    |                                         |                                         |  |  | 18 mai 2012, The Stoop, Twickenham | 18 mai 2012, The Stoop, Twickenham |
|  | Stade français                                  | Stade français                                           | 29                 | 22 |                                         |                                         |  |  | 18 mai 2012, The Stoop, Twickenham | 18 mai 2012, The Stoop, Twickenham |
|  | Stade français                                  |                                                          |                    | 22 |                                         |                                         |  |  | 18 mai 2012, The Stoop, Twickenham | 18 mai 2012, The Stoop, Twickenham |
|  | Exeter Chiefs                                   | 17                                                       |                    |    |                                         |                                         |  |  | 18 mai 2012, The Stoop, Twickenham | 18 mai 2012, The Stoop, Twickenham |
|  | Exeter Chiefs                                   | 17                                                       | RC Toulon          | 18 |                                         |                                         |  |  |                                    |                                    |
|  | le 7 avril 2012 à l'Adams Park, High Wycombe    |                                                          | RC Toulon          | 18 |                                         |                                         |  |  |                                    |                                    |
|  |                                                 | Biarritz olympique                                       | 21                 |    |                                         |                                         |  |  |                                    |                                    |
|  | London Wasps                                    | Biarritz olympique                                       | 21                 | 23 |                                         |                                         |  |  |                                    |                                    |
|  | London Wasps                                    | le 28 avril 2012 au Parc des sports d'Aguiléra, Biarritz |                    | 23 |                                         |                                         |  |  |                                    |                                    |
|  | Biarritz olympique                              | 26                                                       |                    |    |                                         |                                         |  |  |                                    |                                    |
|  | Biarritz olympique                              | 26                                                       | Biarritz olympique | 19 |                                         |                                         |  |  |                                    |                                    |
|  | le 8 avril 2012 au Stade Amédée-Domenech, Brive |                                                          | Biarritz olympique | 19 |                                         |                                         |  |  |                                    |                                    |
|  |                                                 | CA Brive                                                 | 0                  |    |                                         |                                         |  |  |                                    |                                    |
|  | CA Brive                                        | CA Brive                                                 | 0                  | 15 |                                         |                                         |  |  |                                    |                                    |
|  | CA Brive                                        |                                                          |                    | 15 |                                         |                                         |  |  |                                    |                                    |
|  | Scarlets                                        | 11                                                       |                    |    |                                         |                                         |  |  |                                    |                                    |
|  | Scarlets                                        | 11                                                       |                    |    |                                         |                                         |  |  |                                    |                                    |

### Quarts de finale
| le 5 avril 2012 20 h 45 CET | Stade français | 22 – 17 (6 – 9) | Exeter Chiefs                                                           | Stade Charléty, Paris 4 693 spectateurs Arbitre : Peter Fitzgibbon |
| le 5 avril 2012 20 h 45 CET | Essai(s) : Camara (42e), Williams (78e) Pénalité(s) : Dupuy 4 (29e, 40e, 46e, 55e) Carton(s) jaune(s) : Contepomi (25e) |                 | Essai(s) : Naqelevuki (67e) Pénalité(s) : Mieres 4 (20e, 26e, 35e, 49e) | Stade Charléty, Paris 4 693 spectateurs Arbitre : Peter Fitzgibbon |
| le 5 avril 2012 20 h 45 CET | |                 |                                                                         | Stade Charléty, Paris 4 693 spectateurs Arbitre : Peter Fitzgibbon |

| le 6 avril 2012 20 h 45 CET | RC Toulon | 37 – 8 (22 – 3) | Harlequins                                                                          | Stade Mayol, Toulon 12 762 spectateurs Arbitre : George Clancy |
| le 6 avril 2012 20 h 45 CET | Essai(s) : Tillous-Borde (33e), Lapeyre (60e), Armitage (73e) Transformation(s) : Wilkinson (34e), Giteau (61e) Pénalité(s) : Wilkinson 5 (5e, 9e, 14e, 18e, 30e) Giteau (52e) |                 | Essai(s) : Care (77e) Pénalité(s) : Clegg (11e) Carton(s) jaune(s) : Johnston (49e) | Stade Mayol, Toulon 12 762 spectateurs Arbitre : George Clancy |
| le 6 avril 2012 20 h 45 CET | |                 |                                                                                     | Stade Mayol, Toulon 12 762 spectateurs Arbitre : George Clancy |

| le 7 avril 2012 12 h 30 WET | London Wasps | 23 – 26 (9 – 17) | Biarritz olympique | Adams Park, High Wycombe 4 308 spectateurs Arbitre : John Lacey |
| le 7 avril 2012 12 h 30 WET | Essai(s) : Wade (63e), Davis (66e) Transformation(s) : Robinson 2 (64e, 67e) Pénalité(s) : Robinson 3 (13e, 21e, 39e) |                  | Essai(s) : Balshaw (22e), Van Staden (39e) Transformation(s) : Yachvili 2 (23e, 41e) Pénalité(s) : Yachvili 4 (28e, 54e, 61e, 76e) | Adams Park, High Wycombe 4 308 spectateurs Arbitre : John Lacey |
| le 7 avril 2012 12 h 30 WET | |                  | | Adams Park, High Wycombe 4 308 spectateurs Arbitre : John Lacey |

| le 8 avril 2012 20 h 15 CET | CA Brive                                                                                | 15 – 11 (6 – 6) | Scarlets                                                         | Stade Amédée-Domenech, Brive-la-Gaillarde 7 850 spectateurs Arbitre : Wayne Barnes |
| le 8 avril 2012 20 h 15 CET | Pénalité(s) : Swanepoel 5 (15e, 35e, 46e, 50e, 79e) Carton(s) jaune(s) : Geraghty (52e) |                 | Essai(s) : L. Williams (58e) Pénalité(s) : S. Jones 2 (30e, 39e) | Stade Amédée-Domenech, Brive-la-Gaillarde 7 850 spectateurs Arbitre : Wayne Barnes |
| le 8 avril 2012 20 h 15 CET |                                                                                         |                 |                                                                  | Stade Amédée-Domenech, Brive-la-Gaillarde 7 850 spectateurs Arbitre : Wayne Barnes |

### Demi-finales
| 27 avril 2012 20 h 55 CET | RC Toulon | 32 – 29 (11 – 19) | Stade français | Stade Mayol, Toulon 12 404 spectateurs Arbitre : Alain Rolland |
| 27 avril 2012 20 h 55 CET | Essai(s) : Armitage (1re) Pénalité(s) : Wilkinson 7 (31e, 40e, 42e, 50e, 54e, 62e, 67e) Drop(s) : Wilkinson 2 (46e, 79e) |                   | Essai(s) : Bonneval (12e), Turinui (59e) Transformation(s) : Plisson 2 (13e, 60e) Pénalité(s) : Plisson 3 (15e, 26e, 36e) Drop(s) : Plisson (20e, 68e) Carton(s) jaune(s) : Arias (69e) | Stade Mayol, Toulon 12 404 spectateurs Arbitre : Alain Rolland |
| 27 avril 2012 20 h 55 CET | |                   | | Stade Mayol, Toulon 12 404 spectateurs Arbitre : Alain Rolland |

| 28 avril 2012 16 h 00 CET | Biarritz olympique                                                                                        | 19 – 0 (13 – 0) | CA Brive                           | Parc des sports d'Aguiléra, Biarritz 8 927 spectateurs Arbitre : George Clancy |
| 28 avril 2012 16 h 00 CET | Essai(s) : Traille (27e) Transformation(s) : Yachvili (28e) Pénalité(s) : Yachvili 4 (15e, 22e, 68e, 70e) |                 | Carton(s) rouge(s) : Barozzi (80e) | Parc des sports d'Aguiléra, Biarritz 8 927 spectateurs Arbitre : George Clancy |
| 28 avril 2012 16 h 00 CET | |                 |                                    | Parc des sports d'Aguiléra, Biarritz 8 927 spectateurs Arbitre : George Clancy |

### Finale
| 18 mai 2012 20 h 00 WET | RC Toulon | 18 – 21 (9 – 12) | Biarritz olympique                                          | The Stoop, Twickenham 9 376 spectateurs Arbitre : Wayne Barnes |
| 18 mai 2012 20 h 00 WET | Pénalité(s) : Wilkinson 5 (11e, 22e, 31e, 44e, 59e) Drop(s) : Wilkinson (65e) Carton(s) jaune(s) : Hayman (45e), Armitage (52e) | Rapport          | Pénalité(s) : Yachvili 7 (4e, 17e, 24e, 35e, 46e, 53e, 73e) | The Stoop, Twickenham 9 376 spectateurs Arbitre : Wayne Barnes |
| 18 mai 2012 20 h 00 WET | | Rapport          |                                                             | The Stoop, Twickenham 9 376 spectateurs Arbitre : Wayne Barnes |

## Statistiques

### Meilleurs réalisateurs
| Rang | Joueur           | Club                  | Points | Essais | Transf. | Pén. | Drops |
| ---- | ---------------- | --------------------- | ------ | ------ | ------- | ---- | ----- |
| 1    | Jonny Wilkinson  | RC Toulon             | 96     | 0      | 12      | 21   | 3     |
| 2    | Ignacio Mieres   | Exeter Chiefs         | 71     | 1      | 6       | 18   | 0     |
| 3    | Nicky Robinson   | London Wasps          | 64     | 0      | 11      | 14   | 0     |
| 4    | Jules Plisson    | Stade français        | 53     | 0      | 16      | 5    | 2     |
| 5    | Dimitri Yachvili | Biarritz olympique    | 51     | 1      | 8       | 19   | 0     |
| 6    | Jason Tovey      | Newport Gwent Dragons | 50     | 1      | 12      | 5    | 2     |
| 7    | Benjamin Boyet   | Aviron bayonnais      | 46     | 0      | 5       | 12   | 0     |
| 8    | Nick MacLeod     | Sale Sharks           | 40     | 0      | 8       | 8    | 0     |
| -    | Rob Miller       | Sale Sharks           | 40     | 2      | 15      | 0    | 0     |
| -    | Florin Vlaicu    | Bucarest Wolves       | 40     | 0      | 8       | 8    | 0     |

### Meilleurs marqueurs
| Rang | Joueur           | Club               | Essais |
| ---- | ---------------- | ------------------ | ------ |
| 1    | Morgan Turinui   | Stade français     | 6      |
| 2    | Tom Brady        | Sale Sharks        | 5      |
| -    | Djibril Camara   | Stade français     | 5      |
| -    | Benjamin Lapeyre | RC Toulon          | 5      |
| 5    | Marian Apostol   | Bucarest Wolves    | 4      |
| -    | Josh Drauniniu   | Worcester Warriors | 4      |
| -    | Johnny Leota     | Sale Sharks        | 4      |
| -    | Chris Pennell    | Worcester Warriors | 4      |
| -    | James Phillips   | Exeter Chiefs      | 4      |
| -    | Alex Rokokaro    | Stade français     | 4      |